# 퐁네프의 연인들
《퐁네프의 연인들》(프랑스어: Les Amants du Pont-Neuf)은 레오스 카락스 감독이 1991년에 제작한 프랑스 영화다. 파리의 센강을 가로지르는 퐁뇌프와 그 주변의 거리에서 벌어지는 로맨스 영화이며, 쥘리에트 비노슈가 주연했다.

## 배역
- 쥘리에트 비노슈 - 미쉘
- 드니 라방 - 알렉스

## SBS 성우진 (2003년 9월 12일)
- 송도영 - 미쉘(쥘리에트 비노슈)
- 박지훈 - 알렉스(드니 라방)
- 황일청 - 한스(클라우스 미카엘 그뤼버)
- 정기항
- 임성표
- 신상숙
- 안장혁
- 표영재
- 오주연